# Чаоит
Чаоит (белый углерод) — минерал, аллотропная форма углерода. Полиморфен с алмазом, графитом и лонсдейлитом.

## Свойства
Минерал был описан как немного более твёрдый, чем графит, с отблеском от серого до белого. Согласно электронограмме, чаоит имеет структуру карбина. В более поздних исследованиях утверждалось, что эта идентификация и само существование карбиновых фаз сомнительны, а новые отражения в дифракционной картине вызваны примесями глины.
Морфологически чаоит представляет собой тонкие пластинки (до 15 микрон), чередующиеся с графитом.

## Происхождение и распространение
Впервые чаоит был обнаружен в ударно-метаморфизованных графитовых гнейсах в кратере Нёрдлингенский Рис в Германии. Он был описан и утверждён IMA в 1968 году. Через год Ахмед Эль Гореси дал минералу название «чаоит» в честь петролога Геологической службы США Эдварда Чинг-Те Чао. В типовой местности в Баварии чаоит встречается в графитоносных гнейсах, подвергшихся ударному метаморфизму. Кроме того, минерал был найден в урейлитах, упавших на территорию Индии, включая метеорит Голпара в Ассаме, метеорит Дьялпур в Уттар-Прадеше, а также в попигайской астроблеме в Восточной Сибири. Среди сопутствующих минералов можно выделить графит, циркон, рутил, псевдобрукит, магнетит, никелевый пирротин и бадделеит.

## Синтетический чаоит
Идентичная форма чаоита была синтезирована из графита путём сублимации при температуре 2700-3000 К, а также путём облучения его лазером в условиях высокого вакуума. Это вещество было названо керафитом. Однако эти эксперименты были безуспешны у нескольких других групп учёных. В настоящее время белый графит, по-видимому, является углеродным аналогом поливоды.